# Heliomaster
Heliomaster là một chi chim trong họ Chim ruồi.

## Các loài
Chi này gồm các loài:
| Hình ảnh | Tên thông dụng | Tên khoa học             | Phân bổ                                                                                        |
| -------- | -------------- | ------------------------ | ---------------------------------------------------------------------------------------------- |
|          |                | Heliomaster constantii   | western Mexico, (the Sierra Madre Occidentals), to southern Costa Rica                         |
|          |                | Heliomaster longirostris | southern Mexico to Panama, from Colombia south and east to Bolivia and Brazil, and on Trinidad |
|          |                | Heliomaster squamosus    | eastern and southeastern Brazil.                                                               |
|          |                | Heliomaster furcifer     | Argentina, Bolivia, Brazil, Colombia, Paraguay, Uruguay, and possibly Ecuador.                 |